# Batailles de Mahomet
 (novembre 2019).
Les batailles de Mahomet  (arabe غزوات, ghazawât, expédition ; campagne militaire et غزوة ḡazwa, qui a donné razzia ; raid ; incursion) désignent ces expéditions de type militaire effectuées par des musulmans entre l'Hégire et la mort de Mahomet. Ces deux mots dérivent de la même racine signifiant conquérir ; envahir.

## Principales raisons des conflits armés

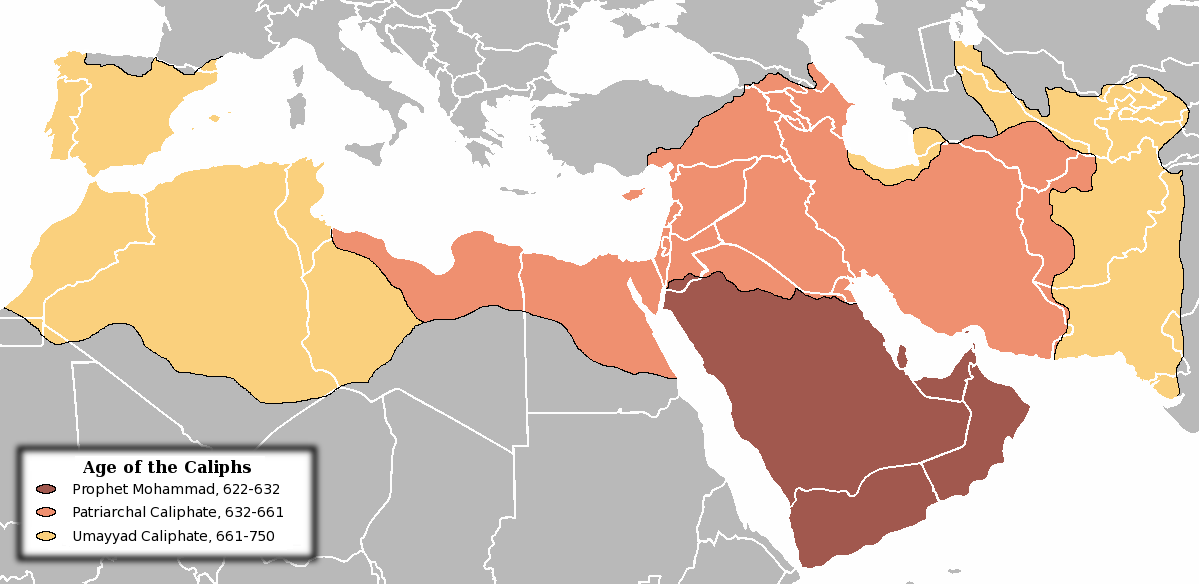
L'expansion de l'islam jusqu'en 750.

L'Arabie pré-islamique voyait la pratique régulière de razzia, action militaire visant au pillage de l'adversaire, soit pour des raisons matérielles soit pour accroître son autorité. En effet, la violence y était extrêmement forte dans l'Arabie préislamique étant donné qu’il n’y avait pas alors d’organisation étatique en Arabie, à l’exception du Yémen. Les batailles de Mahomet s'inscrivent dans cette continuité et ont reçu le soutien du texte coranique, les ennemis étant associés aux dénégateurs. "La motivation des combattants est aussi bien liée à l'attrait du butin [...] qu'à la récompense divine dans l'au-delà, ainsi que le préconise la nouvelle religion...". Le butin devenait aussi, pour le Coran, une récompense divine. Selon Hichem Djaït, l'un des motifs essentiels du combat de Mahomet contre les Quraychites étaient qu'ils fermaient l'accès de la ville sainte aux musulmans . À ses débuts, le but pécuniaire des razzias prime sur l'idée de conquête. Après 625, les batailles sont plus éloignées et visent une expansion, en particulier vers Jérusalem.
" Les motivations initiales qui avaient poussé les tribus arabes à partir à la conquête du monde connu et à supplanter l’empire d’Alexandre le Grand mêlaient l’attrait du pillage, de la richesse et la volonté d’étendre l’autorité de l’islam, perçu d’abord comme une communauté arabe." Une des autres raisons avancée par Hichem Djaït est que pour faire triompher l'islam du vivant du Prophète il fallait user de la force guerrière, seule option valable pour réformer et convertir les Arabes sensibles uniquement aux rapports de force à l'époque. Par ailleurs seuls les Muhajirun (en émigrant à Médine ils avaient perdu tous leurs biens à la Mecque) participaient aux expéditions contre les caravanes avant Badr. Ainsi, pour Hanne, "l’extension de l’islam fut moins l’effet d’une conversion religieuse que d’une conquête militaire".
La trame chronologique des premières conquêtes fait, en 2019, toujours débat. Il semblerait que l'activité militaire de Mahomet soit restée principalement confinée en Arabie. Néanmoins, les traditions rapportent des velléités d'expansion plus au Nord, en direction des territoires byzantins. Ainsi, pour Borrut, pour Mahomet, l'espace syrien est une cible prioritaire de Mahomet. La date de mort de Mahomet étant mal assurée, certains auteurs se demandent s'il n'était pas vivant lors des premières campagnes d'expansion hors-Arabie.

## Situation en Arabie
En Arabie, les tribus se livraient semblablement des guerres fréquemment, ils avaient dû instaurer des mois sacrés interdisant les pillages et guerres passagèrement de sorte à permettre à l’économie de tourner. Cependant cela était de temps en temps profané. Mahomet lui-même, en janvier 624 (an 2 de l'Hégire) prit la décision de mener une expédition durant le mois de rajab et expliqua cette transgression par les fautes graves commises par les Mecquois (Coran, II, 214). À Médine, les tribus de Khazraj et de Aus se livraient la guerre depuis 120 ans, s’étant chacune alliée à des tribus juives de leur région comme le veut la pratique guerrière de l’époque. Les Khazraj étaient alliés avec les Banu Nadhir, et les Aus avec les Banu Qurayza.
Selon les premières biographies de Mahomet, comme celles d'Ibn Ishaq et d'Ibn Hicham, sont citées les raisons de chaque expédition militaire. De toutes les tribus alliées de Quraïch, et à travers toutes les batailles livrées il y aurait eu entre 216 et 250 morts parmi les « infidèles » et entre 138 et 150 parmi les hommes des tribus qui suivaient Mahomet ,. La plupart des arabes se sont islamisés sans guerre après la prise de la Mecque par Mahomet si on en croit la sourate Al-Fath, « la Victoire ».

## Types d'armements et tactiques
Ce sont souvent de simples expéditions avec prise de butin souvent sans bataille réelle. La prise de butin ayant principalement deux buts : récupérer les biens des émigrants — Muhâjirûns — qui les avaient laissés à la Mecque en fuyant ; fragiliser le pouvoir de Quraych qui régnait à la Mecque par le commerce, les caravanes qui passaient impérativement par les environs de Médine vers le nord de la Mecque étaient leur plus grande force.
Les Arabes utilisaient des épées, cuirasses, lances, arcs, flèches et boucliers ; mais également des cottes de mailles, et même exceptionnellement une catapulte manjanîq et un char cuirassé dabbâbah ou dabûr lors du siège de forteresses.
Des étendards en général noirs ou blancs nommés liwâ et râyah étaient portés pour repérer les commandants et situer la progression de la bataille Une fois une râyah noire avec un croissant de lune blanc fut utilisée.
À part les sièges de la bataille du Fossé, de Taif et de Khaïbar, les batailles ne duraient pas plus d’une demi-journée… Comme les combattants n’avaient pas de costume particulier, ils utilisaient un cri de guerre appelé chi’ar, mais selon certaines sources les musulmans utilisèrent plus tard une crête en laine sur la tête (casque, turban ou chapeau) nommée Sûfah.
Mahomet envoyait des espions dans le camp adverse pour devancer leurs plans, et des sorties de reconnaissance étaient faites pour cette même fin.
Les soldats se relayaient pour se reposer et prier.
Des femmes participaient aux expéditions militaires pour soigner les blessés et leur donner à manger ou boire, de rares femmes comme Umm Sulaym et Umm Harâm participaient même aux combats.

## Organisation du commandement

### Chefs des expéditions et porte-drapeau
Voici la liste des commandants désignés par Mahomet par expédition, pour 25 sorties :
- Expédition de Ubayda ibn al Hârith, celui-ci fut le commandant, Mistah ibn Uthâthah portait le drapeau[27].
- Expédition de Hamza, le commandant étant Hamza[28], le porte-drapeau abû Marthad Khannaz al Ghanawî[27].
- Expédition de Sa'd ibn abi Waqqas, avec comme porte-étendard Miqdad ibn Amr al Bahrâni[29].
- Expédition d'abu Salimah, commandant abu Salimah[30].
- Le Fossé, (?)[31].
- Dumat al Jandal, commandant Abdarrahman ibn Auf, porte-étendard[32].
- Mu'tah, porte-étendard Zaid ibn Harithah[33].
- Taiy, commandant Ali[34].
- Yémen, commandant Ali, porte-étendard Ali[35].
- Palestine, commandant Usâmah, porte-étendard Buraida ibn al Husaib al Aslami[36].

Les expéditions suivantes sont faites sous le commandement direct de Mahomet :
- al Abwâ, porte-étendard Hamza[37].
- Buwat, porte-étendard Sa'd ibn abi Waqqas[38].
- Kanz'ul Fahri, porte-étendard Ali ibn Abi Talib[38].
- Badr, porte-étendards Ali et Sa'd ibn Muadh[39].
- Banu Qaynuqa, porte-étendard Hamza[40].
- Qarqara al Kudr, porte-étendard Ali[41].
- Uhud, porte-étendards Usaid ibn Hudair et al Hubab ibn al Mundhir, et Ali[42].
- Hamra al asad, porte-étendard Ali et Abu Bakr[43].
- Seconde Badr, porte-étendard Ali[44].
- al Muraysi, porte-étendard abu Bakr et Sa'd ibn Ubâdah[45].
- Ghâbah, porte-étendard al Miqdad ibn Amr[46].
- Khaybar, porte-étendard Ali, Abu Bakr, Umar[47].
- La Mecque, porte-étendards, Ali, Sa'd ibn abi Waqqas, Umar, ibn Habib al Munzhir et Usaid ibn Hudair[48].
- Tabuk, beaucoup de râyah[49].

### Les règles de la guerre de Mahomet
Mahomet établit quelques règles de la guerre à l'égard de ses troupes, voici les plus notables :
- Les prisonniers de guerre : « Le traitement des prisonniers par le Prophète retient particulièrement notre attention. D’après le Coran, la nourriture du prisonnier est gratuite : elle incombe au gouvernement musulman (Coran LXXVI : 8)… Les chroniqueurs précisent que les prisonniers recevaient la même nourriture que ceux qui les avaient capturés. Certains (…) donnaient leur pain aux prisonniers et se contentaient de dattes. Le Prophète donnait même des vêtements aux prisonniers, s’ils en avaient besoin, comme le rapportent les récits de Badr et Hunayn. On soulageait leurs souffrances[50] ; ils avaient la faculté de rédiger un testament pour léguer ce qu’ils possédaient dans leur pays[51]. L’Islam ne permet pas de punir les prisonniers pour leurs actes de belligérance normale : « Dans les souffrances d’ici-bas, les musulmans et les polythéistes se trouvent à égalité », répètent toujours les juristes musulmans. Les compagnons du Prophète étaient unanimes à penser qu’un prisonnier de guerre ne pouvait être puni de mort[52]. Les crimes de guerre, les crimes civils commis contre des sujets musulmans n’entrent évidemment pas en question. Selon le Coran, le traitement des prisonniers comporte soit la libération gratuite, soit une rançon, qui peut aussi se régler par un échange (Cor. XLVII : 5). Il y a dans la vie de Mahomet de nombreux exemples de ces différents traitements.

Cependant, en l'an II de l'Hégire, après une attaque de marchands de la Mecque, les musulmans capturèrent pour la première fois soixante-dix ennemis, juste après Badr ; Mahomet se concerta avec ses compagnons sur ce qu'ils devaient faire de ces prisonniers, car il s'agissait d'une situation nouvelle. Alors qu'Umar ibn al-Khattab proposait de les tuer tous, et Abu Bakr de les libérer moyennant rançon, Mahomet dit : « qu'on exigerait d'abord une rançon, quitte à tuer ceux pour qui personne ne paierait. » Il semble qu'aucun prisonnier ne fut exécuté, sauf pour des crimes civils individuels? Selon d'autres versions, Mahomet n'a pas dit qu'il fallait exécuter les prisonniers,.
- L’interdiction de tuer les non-combattants. Mahomet interdit strictement de tuer ceux qui ne font pas partie de l’armée : en effet, dans le Sahih-i Muslim (Kitab-i Jihad was-siyar)[57], chez Sarakhsi (kitab al-Mabsut, siyar al-Kebir), etc. , celui-ci interdit strictement de tuer les vieux, les femmes et les enfants ne portant pas d'arme. Seuls les dégâts collatéraux involontaires sont tolérés dans le Sahih-i Muslim[58] (ouvrage de base de l'Islam). Mahomet envoya le message suivant à ces chefs militaires qui commençaient le Jihād contre les agressions hostiles et pour défendre les territoires musulmans :

« Avancez au nom de Dieu, avec Dieu, sur le chemin du Messager de Dieu. Cela signifie, ne tuez pas les personnes âgées, les nourrissons ou les enfants et les femmes. Ne dépassez pas les limites appropriées. Rassemblez vos butins et faites la paix et faites le bien. Car Dieu aime les bienfaisants. »
- L'interdiction de brûler l'ennemi[60]. Il est interdit de brûler l’ennemi avec le feu car Mahomet a dit, « Tuez [l’ennemi], mais ne le brûlez pas. Car personne ne punit avec le feu excepté le Seigneur du feu ».
- L'interdiction de mutiler les corps[61].
- L'interdiction d'user de la torture.
- L'interdiction du pillage[62]. C'est-à-dire des actes de vandalisme (vols, destruction des biens, etc.) et de violence (violence physique, viol, etc.) envers les civils. Cependant, la prise des butins de guerre était pratiquée après les guerres contre ceux des adversaires qui ont participé à la guerre, en dédommagement aux dégâts provoqués par la guerre[63].

## Liste des expéditions
Liste des expéditions menées par les musulmans avant la mort de Mahomet d'après l'historien médiéval Tabarî. Le signe  signale qu'il y a eu combat effectif. Les lignes en italique sont les batailles où Mahomet n'est pas présent.

### 1eannée après l'Hégire
- Interception des caravane mecqoises[64] ;
- Expédition menée par Hamza pour intercepter une caravane venant de Syrie (c'est un échec pour les musulmans)[65] ;
- Expédition menée par `Ubayda ben al-Hârith contre les Mecquois menés par le fils d'Abû Jahl au puits de Ahyâ[66] ;

Après le départ de Mahomet de la Mecque, les Mecquois ont entrepris contre lui plusieurs attaques. Alors, Mahomet dit recevoir à Médine l'ordre de défendre ses compagnons.
« Tuez les infidèles où vous les trouverez, faites-les prisonniers, assiégez-les, mettez-vous en embuscade contre eux »
Mahomet envoya un détachement de soldats pour bloquer le chemin aux caravaniers de la Mecque et ordonna de faire la guerre contre les Mecquois.
« La permission a été donnée à ceux qui veulent combattre, à cause des violences qu'ils ont essuyées »
Hamza et trente de ses fidèles feront la guerre contre trois cavaliers. Mais, ces derniers changeront leur chemin pour éviter l'accrochage.
À la fin, Hamza dira que la paix est préférable à la guerre.
Après cela, Mahomet est averti d'un détachement militaire important qui allait attaquer la ville de Médine. Obaida fut chargé de commander une troupe composée de soixante musulmans.
Le combat s'est achevé par la fuite des Mecquois. Il n'y avait aucun blessé ni mort des deux côtés.
Sa'd fut responsable d'arrêter une caravane des Mecquois, mais il est retourné à Médine, car la caravane était passée avant qu'il arrive.

### 2eannée après l'Hégire
- Expédition d'Al-Abwâ[69] (août 623[70]) ;
- Expédition de Bowât[69] ;
- Expédition d'Uchayra[71] ;
- Première expédition de Badr[72] ;
- Expédition de Batn Nakhl[73] (janvier 624[74]) ;
- Bataille de Badr[75] (février 624[76]) ;
- Expédition de Kodr[77] ;
- Expédition contre les Banû Qaynuqâ'[78] (La tribu juive des Banû Qaynuqâ' est chassée, leurs biens sont pris comme butin de guerre) ;
- Expédition de Sawîq[79] (expédition de la farine) (624) ;

### 3eannée après l'Hégire
- Expédition de Dhû Amarr[80] (Août 624[81]) ;
- Expédition de Qarada[82] ;
- Expédition de Ba'hrân ;
- Bataille de Uhud[83] (L'expédition de `Uhud est une victoire pour le clan quraychite) (fin mars 625[84]) ;
- Expédition de Radji'[85] ;

### 4eannée après l'Hégire
- Expédition contre les Banû Nadîr[86] (La tribu juive des Banû Nadîr est chassée, leurs biens sont pris comme butin de guerre) (juillet 625[87]) ;
- Expédition de Dhât ar-Riqâ`[88] (625) ;
- Expédition du Rendez-vous de Badr[89] ;

### 5eannée après l'Hégire
- Expédition de Dawma al-Jandal[90] (août 626[91]) ;
- Bataille du fossé[92] (627), les musulmans de Médine sont assiégés par une coalition composée des Quraychites alliés aux tribus juive des Banû Qurayza, des Banû Nadhir et d'autres. C'est une victoire des musulmans sur leurs adversaires ;
- Expédition contre les Banû Qurayza[93], cette expédition fut un siège sans affrontement armé. Mais une condamnation militaire par le commandement d'un allié awsite de la tribu, Sa'd ibn Mu'adh fut opérée envers les Banû Qurayza ayant participé à l'alliance [réf. nécessaire] avec les Quraychites lors du siège de Médine[94] ; furent exécutés par décapitation tous les hommes juifs pubères des Banû Qurayza, soit entre 600 et 900 personnes[95]. Sa'd avait été blessé à mort pendant la bataille du Fossé, provoquée par les Banû Qurayza [réf. nécessaire], anciens alliés de la tribu des Banû Aws. Les biens des Juifs de Banû Qurayza sont pris comme butin de guerre (627) ;

### 6eannée après l'Hégire
- Expédition contre les Banû-Li'hyân[96] ;
- Expédition de Dsou-Qoroud[97] ;
- Expédition contre les Banû Mustaliq[98] ;
- Expédition de Hudaybiya[99] (628) ;

### 7eannée après l'Hégire
- Expédition de Khaybar[100] : L'attaque de Khaybar est la réponse au siège de Médine par leur alliance avec les quraychites lors de la bataille du fossé [réf. nécessaire]. Les banu Nadir s'étant réfugiés à Khaybar ont fomenté et organisé la guerre contre Médine en s'alliant aux quraychites [réf. nécessaire]. Huyayy ibn Akhtab, des banu Nadir qui est à l'origine de cette bataille, sera exécuté à la fin de la bataille. Les autres seront relâchés mais expulsés du Hijaz ;
- Expédition de Fadak[101] (Mahomet fait des propriétés des juifs de Fadak son bien personnel : c'est-à-dire qu'il la met dans le bayt-al mâl qui sert aux démunis, aux veuves, etc. ; personne de sa famille n'en héritera jamais.) ;
- Expédition de Wâdî'l-Qora[102] (Les juifs de Wâdî'l-Qora se rendent après une semaine de siège, mais sans combat ; Mahomet les dépouille de leurs biens) (628) ;
- Visite de l'accomplissement[103] ;

### 8eannée après l'Hégire
Huit expéditions dans la 8e année de l'Hégire> :
- Bataille de Mu'ta[105] : victoire des Byzantins à la suite du repli des musulmans en septembre 629[106] ;
- Conquête de La Mecque[107] : Du 11 au 22 ou 27 janvier 630[108] ;
- Bataille de Hunayn : Victoire des musulmans contre le clan de Hawazin au mois de Chawwal[109] ;
- Siège de Ta'if : Suite de la bataille de Hunayn où les troupes vaincues se sont retranchées[110] ;
- Expédition de Tabuk[111]: L'expédition de Tabuk se veut la revanche de la bataille de Mu'ta ;
- Expédition menée par Ali ibn Abi Talib pour détruire des statues adorées durant le mois de Rabia al-Awwal 9 A.H[112];

Mahomet ne fit pas de nouvelles expéditions car il mourut le 8 juin 632.

## Bilan humain et territorial

### Tentative d'évaluation du nombre de victimes
Le professeur Muhammad Hamidullah comptabilise à partir de la biographie de Mahomet selon ibn Hicham, le nombre de morts dans les deux camps, sauf le nombre des morts dans les camps adverses à Mu'ta (les Romains), Hunanyn et Taif — que la source ne donne pas. Il obtient les nombres de 138 morts dans les rangs musulmans lors de ces neuf affrontements — marquées ci-dessus par le signe —, et de 216 morts dans les rangs adverses dans 6 de ces batailles. Il fait également l'estimation que le nombre des ennemis tués doit tourner autour de 250. Cette étude n'est probablement pas exhaustive, mais elle donne cependant une idée de l'ordre des pertes humaines lors des batailles à cette époque, pour les batailles où un affrontement direct a eu lieu. Un bilan probablement fort inquiétant en Arabie pour l'époque.
Il faut y ajouter les Juifs de la tribu de banu Qurayza, des hommes décapités au bord de grandes fosses creusées sur le marché de Médine, après la bataille du Fossé : entre 600 et 900 victimes. Et les 70 disciples de Mahomet tués à Bir Ma'unah sous les ordres de Amir ibn Tufayl, chez les Sulaym où ils étaient allés enseigner la nouvelle religion. Selon Hichem Djaït, l'affaire des Banu Qurayza est compliquée car elle pose plusieurs problèmes pour l'historien. Le Coran qui est source de première importance n'est pas prolixe à ce sujet, seuls deux versets y font allusion. À la différence des Banu Qaynuqa et des Banu Nadir qui furent seulement expulsés, les Banu Qurayza furent coupables d'avoir aidé, soutenu, pris le parti des assiégeants ; c'est ce que dit le terme zaharuhum dans le verset 26 sourate XXXIII cité dans le Coran. Dans le même verset, le Coran parle de asr, (faire prisonnier) et non sabiy (capture de femmes et enfants) ceci questionne sur la possibilité de se trouver parmi les prisonniers des hommes adultes. Pour l'historien peu d'éléments racontés par les siras sont plausibles, et l'examen du nombre de tués parmi les Banu Quarayza ne tient pas la critique comme presque tous les chiffres avancés par la Sira d'Ibn Ishaq. Cela concernait une centaine de personnes selon lui (estimation du nombre total des combattants pour 500 à 600 habitants) et non 600 à 900 tués.

### Résultats territoriaux
Après environ 10 ans de batailles, les quelque 3 000 000 de kilomètres carrés de la péninsule arabique, qui ne connaissaient pas de répit et qui étaient le lieu de guerres perpétuelles entre tribus, sont unifiés pour la première fois dans l'histoire au prix de nombreuses batailles et pertes humaines.